# Poblado ibérico amurallado del Tos Pelat
El poblado ibérico amurallado del Tos Pelat es un bien de interés cultural inscrito con el código 46.11.070-005 y número de anotación R-I-51-0011388. Se encuentra en los términos municipales de Bétera y Moncada.
Se trata de un poblado ibérico que estuvo habitado entre los siglos VI a. C. y IV a. C..
El yacimiento arqueológico tiene una superficie de dos hectáreas, aunque algunos expertos sostienen que su extensión original podría haber sido mayor.
Se han encontrado pinturas murales en azul, blanco y rojo.
Entre los hallazgos en este ploblado se encuentra uno de los escasos signarios ibéricos conocidos: el signario del Tos Pelat que es en realidad un conjunto de fragmentos de  signarios ibéricos nororientales duales distribuidos en dos láminas de plomo de forma característica que aparecieron enrolladas una dentro de la otra en 2003 en un contexto doméstico de la última fase del poblado.